# Eduard Zenovka
Eduard Zenovka (n. 26 aprilie 1969, Moscova, RSFS Rusă, URSS) este un sportiv ce a reprezentat Rusia, medaliat olimpic. A participat la 2 ediții ale Jocurilor Olimpice (1992, 1996) în care a câștigat o medalie de argint și o medalie de bronz.